# مثل ماه
مثل ماه ویژه برنامهٔ افطار شبکه سه سیما با اجرای رسالت بوذری است که با رویکرد مثبت‌نگری، مهربانی و امیدبخشی و تمرکز بر موضوعاتی چون ایثار، از خودگذشتگی و بخشش در ایام ماه رمضان هر روز از ساعت ۱۹:۰۰ تا حوالی اذان مغرب روی آنتن می‌رود. این برنامه در رمضان ۱۳۹۹ جایگزین برنامه ماه عسل شد. این برنامه به روایت زندگی مهمانان دعوت شده در برنامه می‌پردازد؛ مهمانانی که از سراسر کشور در برنامه حضور می‌یابند و از اتفاقات زندگیشان می‌گویند.
میهمانان برنامه عموماً کسانی هستند که داستانی برای تعریف کردن دارند. اتفاقی که زندگی آنها را تحت تاثیر قرار داده و رنگ و بویی خدایی به آن داده و به‌نوعی آنها را به خدا نزدیکتر کرده باشد.
دعوت از شخصیت‌‌های مختلف، ساخت آیتم‌های اجتماعی و معنوی و معرفی کرامات علی بن موسی الرضا همراه با پخش فیلم کوتاه از این کرامات، بخش‌های دیگر این ویژه برنامهٔ شبکه سه سیما است.

## موسیقی تیتراژ
| سال پخش | نام خواننده | نام آهنگ      | نوع تیتراژ               | توضیحات ویژه                                                                |
| ------- | ----------- | ------------- | ------------------------ | --------------------------------------------------------------------------- |
| ۱۴۰۱    | محمد معتمدی | مثل ماه       | تیتراژ ابتدایی           | شعر و ملودی: میلاد عرفان‌پور \| تنظیم: امیرحسین اکبرشاهی \| میکس: سعید شایان |
| ۱۴۰۱    | امیر حقیقت  | دیروزُ برگردون | تیتراژ پایانی            | شعر و ملودی: میلاد عرفان‌پور \| تنظیم و میکس: امیرحسین اکبرشاهی              |
| ۱۴۰۰    | گرشا رضایی  | مثل ماه       | تیتراژ ابتدایی           | ترانه: علی بحرینی \| آهنگ: گرشا رضایی                                       |
| ۱۴۰۰    | محسن چاوشی  | طاق ثریا      | تیتراژ پایانی            | ترانه، آهنگ و تنظیم: محسن چاوشی                                             |
| ۱۳۹۹    | محسن چاوشی  | ضمیر خودسر    | تیتراژ ابتدایی           | ترانه، آهنگ و تنظیم: محسن چاوشی                                             |
| ۱۳۹۹    | امیر تیموری | مثل ماه       | تیتراژ پایانی            | ترانه: امیر تیموری \| آهنگ: حسین نجابت \| تنظیم: علی وحید                   |
| ۱۳۹۹    | محسن چاوشی  | طاق ثریا      | تیتراژ ابتدایی شب‌های قدر | ترانه، آهنگ و تنظیم: محسن چاوشی                                             |

## نشان‌واره‌ها

نشان‌واره مثل ماه ۱۳۹۹
نشان‌واره مثل ماه ۱۴۰۰
نشان‌واره مثل ماه ۱۴۰۱

## خلاصه فصل‌ها
| فصل | پخش اصلی        | پخش اصلی         | مجری        |
| فصل | پخش اول         | پخش آخر          | مجری        |
| --- | --------------- | ---------------- | ----------- |
| ۱   | ۶ اردیبهشت ۱۳۹۹ | ۵ خرداد ۱۳۹۹     | رسالت بوذری |
| ۲   | ۲۶ فروردین ۱۴۰۰ | ۲۳ اردیبهشت ۱۴۰۰ | رسالت بوذری |
| ۳   | ۱۴ فروردین ۱۴۰۱ | ۱۳ اردیبهشت ۱۴۰۱ | رسالت بوذری |

## حواشی

### انتقادات به جایگزینی باماه عسل
پس از جایگزینی مثل ماه با ماه عسل و همچنین ساخت برنامه‌های مشابه ماه عسل در شبکه‌های صدا و سیما در ایام رمضان ۱۳۹۹، انتقاداتی به این دست برنامه‌ها و مدیران تلویزیون شد که جایگزینی بدون کیفیت لازم به‌جای برنامه‌های محبوب و موفق می‌سازند. بخشی از انتقادات این بود که در رمضان ۱۳۹۹ هر شبکه‌ای یک برنامه با فرمت ماه عسل ساخته و مجری برنامه‌ها سعی در اجرا مانند احسان علیخانی دارند امّا در این امر ناموفق هستند.
رسالت بوذری، مجری برنامه در واکنش به این انتقادات گفت:
من و برادرم احسان علیخانی ۲ فرم و ۲ جهان متفاوت در اجرا داریم و به نظرم ربط دادن این دو جهان در اجرا بسیار بی‌نمک و بی‌معنا است. از طرفی هر کس دیگری که جای من بود این قیاس برایش رخ می‌داد کمااینکه اگر احسان علیخانی بخواهد «مخاطب خاص» را اجرا کند نوعی قضاوت نسبت به آنچه که پیش از این از او دیده نشده پیش می‌آید. برنامه «ماه عسل» حتی در سال‌هایی توسط افراد دیگری اجرا شد و من الان ذهنیتی ندارم که وقتی علیخانی اجرا را به‌دست گرفت چه برخورد یا واکنش‌ها یا هجمه‌هایی را در پی داشت اما اینگونه قضاوت نسبت به برنامه‌ای مانند «مثل ماه» که سال اول تولید خود را تجربه می‌کند، ناعادلانه می‌دانم. من نمی‌گویم حتماً ما را با سال اول «ماه عسل» مقایسه کنید اما حداقل با سال پنجم و ششم مقایسه کنید نه با سال دوازدهم و با برنامه‌ای که برند شده است.

### نفرت‌پراکنی علیه جامعۀ بهایی
همزمان با آغاز موج جدید فشارهای امنیتی و قضایی بر شهروندان بهایی در شهرهای مختلف کشور، صدا و سیمای جمهوری اسلامی در یک برنامه تلویزیونی که با حضور مهمانان برنامه پخش شده است اقدام به نفرت‌پراکنی و طرح مطالبی علیه پیروان این آئین کرده و در قالب یک تریبون یک‌طرفه، عقاید و باورهای مذهبی این جامعه را دستمایه هجمه کرد. این برنامه که مصداق عینی نفرت‌پراکنی علیه پیروان یک آئین محسوب می‌شود اقدام دیگری از سوی حکومت ایران است که در چهار دهۀ گذشته به‌صورت روزمره و سیستماتیک حق شهروندی و انسانی پیروان این آئین را نقض کرده است.